# Milange
Milange – miasto w środkowym Mozambiku, w prowincji Zambézia. Według danych na rok 2007 liczyło 30 257 mieszkańców.